# Cornillon (Haiti)
Cornillon/GRAND-BOIS este o comună din arondismentul Croix-des-Bouquets, departamentul Ouest, Haiti, cu o suprafață de 223,24 km2 și o populație de 54.254 locuitori (2009).